# کلمبیتک
کلمبیتک (انگلیسی: Columbitech) شرکت تجهیزات مخابراتی سوئدی است، که در سال ۲۰۰۰ تأسیس شد.